# شهرستان آن‌مین
شهرستان آن‌مین (به ویتنامی: Huyện An Minh) یک شهرستان در ویتنام است که در استان کیئن‌جانگ واقع شده‌است.

## خصوصیات
شهرستان آن‌مین ۵۹۰٫۴۸ کیلومترمربع مساحت و ۱۱۶٬۲۱۷ نفر جمعیت دارد.

## تقسیمات اداری
شهرستان آن‌مین به یک شهرک و ده قصبه تقسیم شده است.
- شهرک‌ها (thị trấn)
  - تی‌میوی‌موت (Thứ Mười Một)

- قصبه‌ها (xã)
  - تان‌تان (Tân Thạnh)
  - توان‌هوا (Thuận Hòa)
  - دونگ‌تان (Đông Thạnh)
  - دونگ‌هوا (Đông Hòa)
  - دونگ‌هونگ (Đông Hưng)
  - دونگ‌هونگ A (Đông Hưng A)
  - دونگ‌هونگ B (Đông Hưng B)
  - وان‌خان (Vân Khánh)
  - وان‌خان‌تای/وان‌خان غربی (Vân Khánh Tây)
  - وان‌خان‌دونگ/وان‌خان شرقی (Vân Khánh Đông)